# Anzola dell’Emilia
Anzola dell’Emilia (emilián nyelven Anzôla) település Olaszországban, Emilia-Romagna régióban, Bologna megyében. Lakosainak száma 12 377 fő (2023. január 1.). Anzola dell’Emilia Bologna, Calderara di Reno, Valsamoggia, San Giovanni in Persiceto, Zola Predosa, Castelfranco Emilia és Sala Bolognese községekkel határos.

## Népesség
A település népességének változása:
| Lakosok száma | 12 281 | 12 310 | 12 377 |
|               | 2017   | 2018   | 2023   |